# فستان أودري هيبورن الأسود من جيفنشي
فستان أودري هيبورن الأسود من جيفنشي هو فستان أسود من تصميم هوبير دو جيفنشي وارتدته أودري هيبورن في افتتاحية فيلم الإفطار عند تيفاني لعام 1961.يعتبر الفستان واحد من أكثر قطع الملابس شهرة في تاريخ القرن العشرين ، وربما أشهر فستان أسود قصير على الإطلاق.